# Triple DES
Triple DES — це блочний шифр зі симетричним ключем, який тричі застосовує алгоритм DES, до кожного блоку даних. DES із 56-бітним ключем у світлі сучасних криптографічних технік і потужних обчислювачів вже не вважається адекватним. При цьому 3DES використовує той самий шифр і надає більш убезпечене шифрування.

## Математичний опис
Зашифрування виконується так:
{\displaystyle C=E_{k3}(D_{k2}(E_{k1}(P)))\ ,}
де C — шифротекст, k1, k2, k3 — 56-бітові ключі DES, E — операція зашифрування DES, D — операція розшифрування DES.
Розшифрування полягає у виконанні зворотних дій:
{\displaystyle P=D_{k1}(E_{k2}(D_{k3}(C)))\ ,}
Корисно те, що потрійний DES сумісний зі звичайним DES, якщо {\displaystyle k1=k2=k3.}
Розмір одного блока становить 64 біти.
Шифрування більш ніж одного блока відбувається за допомогою різноманітних режимів, які можна означити незалежно від конкретного блочного шрифту.

## Безпека та криптоаналіз
Хоча довжина ключа потрійного DES втричі більша за звичайний DES, існує теоретична атака на схему потрійного шифрування, що вимагає лише 22n операцій (де n — довжина ключа в бітах, для DES n = 56), тобто стійкість потрійного DES вдвічі більша за стійкість звичайного. Однак, така атака додатково вимагає 2n блоків пам'яті, що робить її надзвичайно важкою в практичній реалізації.
Стійкість 2112 біт робить потрійний DES досить надійним, до того ж сумісним з DES криптоалгоритмом. Однак, низька швидкість та наслідування усіх інших недоліків DES (наприклад, незручності для програмної реалізації) зумовлюють неконкурентоспроможність потрійного DES порівняно з AES.